# Verklig strömningshastighet
Verklig medelhastighet är inom kanalströmning den medelhastighet som råder i en kanal, ett öppet dike eller ett naturligt vattendrag. 

## Förväxlingsrisk
Den verkliga medelhastigheten (v) ska inte förväxlas med vare sig den naturliga medelhastigheten (vn) eller den teoretiska medelhastigheten (vt) i en kanal, öppet dike eller vattendrag. Den senare kan lätt räknas ut med Mannings formel utifrån verkligt vattendjup och verklig bottenlutning. 
Det är bara inom en bestämmande sektion som den verkliga medelhastigheten överensstämmer med både den naturliga medelhastigheten (v = vn) och den teoretiska medelhastigheten (v = vt).